# Andreas Alm
Andreas Alm, né le 19 juin 1973 à Gällivare en Suède, est un footballeur suédois qui évolue au poste d'attaquant. Reconverti entraîneur.

## Biographie

### Carrière de joueur
Né à Gällivare en Suède, Andreas Alm est formé par le Eskilstuna City FK (en), où il commence sa carrière en 1989. Il poursuit sa carrière à l'Hammarby IF, où il découvre l'Allsvenskan, l'élite du football suédois. Après un passage en Norvège du côté du Kongsvinger IL, Alm retourne en Suède pour s'engager avec l'AIK Solna, l'un des principaux rivaux de son ancien club d'Hammarby.

### Carrière d'entraîneur
Après sa carrière de joueur, Andreas Alm devient entraîneur et débute avec l'Eskilstuna City FK (en), où il a terminé sa carrière de joueur. Il devient ensuite l'entraîneur adjoint de Mikael Stahre à l'AIK Solna à partir de 2008 et est nommé entraîneur principal le 16 décembre 2010. Le 12 août 2014, il prolonge son contrat jusqu'en 2017 avec l'AIK. Bien qu'il permet à l'AIK de s'établir comme une équipe stable de premier plan dans le championnat suédois, Alm est démis de ses fonctions en mai 2016.
Il retrouve un poste au Danemark, étant nommé le 5 juillet 2016 à la tête de l'équipe première du Vejle BK, club évoluant alors en deuxième division danoise.
Le 8 décembre 2017, Andreas Alm est présenté comme le nouvel entraîneur principal du BK Häcken. Avec cette équipe il remporte notamment la Coupe de Suède lors de l'édition 2018-19, son équipe s'imposant le 30 mai 2019 contre l'AFC Eskilstuna sur le score de trois buts à zéro. Il s'agit de la deuxième coupe de Suède remportée par le BK Häcken dans son histoire.
Le 15 mai 2021, Andreas Alm est nommé entraîneur principal de l'Odense BK.
Alm est licencié de son poste d'entraîneur de l'Odense BK le 2 novembre 2023, en raison des mauvais résultats de l'équipe. Son adjoint Søren Krogh (en) reprend alors le poste en tant qu'intérimaire.

## Palmarès

### Entraîneur
BK Häcken
- Coupe de Suède (1) :
  - Vainqueur : 2018-19.
  - Finaliste : 2020-21.

 Odense BK
- Coupe du Danemark :
  - Finaliste : 2022.